# Agnaldo Amaral
Agnaldo de Jesus Amaral, mais conhecido como Agnaldo Amaral (São Paulo, 14 de novembro de 1959) é um Intérprete de samba-enredo brasileiro, radicado no Carnaval de São Paulo.

## Carreira
Agnaldo começou a cantar aos oito anos, iniciando a sua carreira no programa Raul Gil, no quadro “Eu e as crianças”. Também participou de programas como: Clube do Bolinha, Wilson Simonal e Buzina do Chacrinha, onde sagrou-se tri-campeão.  Daí em diante não parou mais, começando a se apresentar-se em casas de espetáculos como Oba-Oba, de Osvaldo Sargentelli. 
Por vários anos percorreu vários países como crooner da orquestra show. Passou por lugares como França, Japão, África, Portugal, entre outros. Voltando ao Brasil em 1988, foi convidado para ser “puxador” de samba-enredo na escola de samba paulista Barroca Zona Sul. 
No ano de 1990, foi a voz principal em uma das escolas de samba mais tradicionais de São Paulo, a Camisa Verde e Branco, onde sagrou-se bicampeão. Nos carnavais de 1991 e 1992, cantou na Pérola Negra. Em 1993, cantou ao lado de Thobias da Vai-Vai, sagrando-se mais uma vez campeão do carnaval paulistano.
Em 1994, com a saída de Thobias, assume o primeiro microfone da Vai-Vai, porém a escola não faz um belo desfile nesse ano, conquistando apenas o 8° lugar. Nos anos seguintes, voltou a viajar como crooner, retornando apenas em 1999, cantando mais uma vez pela Vai-Vai, com Thobias e Wantuir o samba “As profecias de Nostradamus”, ganhando mais uma vez o carnaval. Em 2000, repetiu a parceria de 1993, sendo a escola tricampeã.
Entre 2001 e 2003, voltou à Barroca Zona Sul. Em 2004, assumiu o microfone principal da Vai-Vai e permaneceu até 2006. Entre 2007 e 2009, sua terceira passagem pela Barroca. Em 2010, Agnaldo cantou o samba da Camisa Verde e Branco.
Para o carnaval 2011, foi anunciado como interprete oficial da Vai-Vai. Porém, no final de outubro de 2010, a escola contratou Wander Pires e dispensou Agnaldo. Por sua vez, ele defendeu o samba campeão das eliminatórias para o carnaval de 2011 na Vila Maria e foi  contratado para integrar o time de intérpretes da escola juntamente com Baby e Pepe Niterói. Com o final do desfile e termino de contrato, foi desligado da escola da Zona Norte.
Entre 2012 e 2013, esteve, pela terceira vez, como cantor da escola de samba Camisa Verde e Branco. Também em 2012 foi lançado seu primeiro CD solo de título "Meu Dom".
Em 2013, estreia no carnaval Carioca, como cantor da Mangueira, onde esteve como intérprete principal no segundo carro, já que nesse ano a escola terá duas baterias. Agnaldo passou a integrar o seleto time de cantores oficiais oriundos do carnaval paulistano que chegaram ao posto de interprete oficial de alguma escola de samba carioca. Devido à mudança administrativa, deixou a verde e rosa e acertou com a Nenê de Vila Matilde, onde permaneceu até o carnaval 2020 e chegou a ser anunciado pela Tom Maior, mas a direção da escola e o intérprete optaram por não prosseguirem o contrato.